# Campionato del mondo di scacchi per computer
Il Campionato del mondo di scacchi per computer (World Computer Chess Championship, comunemente indicato con l'acronimo WCCC) è un evento annuale nel quale i motori scacchistici competono fra di loro. L'evento è organizzato dall'International Computer Games Association. Si tiene spesso  in relazione alle Computer Olympiad, una serie di tornei fra computer di altri giochi da tavolo. Nel campionato classico ogni team usa il proprio hardware, e dal 2010 è stato introdotto un nuovo formato parallelo, chiamato World Chess Software Championship, nel quale tutti i partecipanti usano lo stesso tipo di hardware.
A causa degli onerosi requisiti di partecipazione agli eventi della ICGA, che prevedono la presenza fisica del team nella sede dell'evento, il gioco su una scacchiera fisica, e requisiti stringenti di originalità del software (che ad esempio impediscono la partecipazione di fork), a partire dagli anni 2010 l'importanza di tale campionato è diminuita e diversi tra i più forti software scacchistici non vi prendono parte, a favore di altri eventi privati come il  Top Chess Engine Championship.

## Risultati
Il WCCC è aperto a tutti i tipi di computer, inclusi PC, supercomputer e computer specifici per gli scacchi.
Nel 2007 il campione in carica, Junior, si rifiutò di difendere il titolo.
Nell'edizione 2009 è stata adottata una regola che limita l'hardware a otto core, di fatto escludendo supercomputer e cluster. A partire dall'anno seguente, è stato creato un formato parallelo, il Software Championship, nel quale tutti i partecipanti sono vincolati a usare lo stesso hardware, mentre nel formato tradizionale le restrizioni hardware sono state rimosse.
| Edizione | Anno | Sede       | Vincitore               |
| -------- | ---- | ---------- | ----------------------- |
| 1        | 1974 | Stoccolma  | Kaissa                  |
| 2        | 1977 | Toronto    | Chess 4.6               |
| 3        | 1980 | Linz       | Belle                   |
| 4        | 1983 | New York   | Cray Blitz              |
| 5        | 1986 | Colonia    | Cray Blitz              |
| 6        | 1989 | Edmonton   | Deep Thought            |
| 7        | 1992 | Madrid     | Chessmachine            |
| 8        | 1995 | Hong Kong  | Fritz                   |
| 9        | 1999 | Paderborn  | Shredder                |
| 10       | 2002 | Maastricht | Deep Junior             |
| 11       | 2003 | Graz       | Shredder                |
| 12       | 2004 | Ramat Gan  | Deep Junior             |
| 13       | 2005 | Reykjavík  | Zappa                   |
| 14       | 2006 | Torino     | Junior                  |
| 15       | 2007 | Amsterdam  | Zappa                   |
| 16       | 2008 | Pechino    | HIARCS                  |
| 17       | 2009 | Pamplona   | Junior, Shredder, Sjeng |
| 18       | 2010 | Kanazawa   | Rondo, Thinker          |
| 19       | 2011 | Tilburg    | Junior                  |
| 20       | 2013 | Yokohama   | Junior                  |
| 21       | 2015 | Leida      | Jonny                   |
| 22       | 2016 | Leida      | Komodo                  |
| 23       | 2017 | Leida      | Komodo                  |
| 24       | 2018 | Stoccolma  | Komodo                  |
| 25       | 2019 | Macao      | Komodo                  |

## World Chess Software Championship
A partire dal 2010 è stato introdotto un nuovo formato di torneo, il World Chess Software Championship, che si disputa in parallelo nella stessa sede del World Computer Chess Championship. Le regole di tale evento prevedono che i software debbano essere eseguiti su configurazioni hardware identiche, con 45 minuti per partita con incremento di 15 secondi per mossa.
| Edizione | Anno | Sede      | Partecipanti | Vincitore | Hardware                                |
| -------- | ---- | --------- | ------------ | --------- | --------------------------------------- |
| 1        | 2010 | Kanazawa  | 9            | Shredder  | Intel quad core Xeon 2.66 GHz, 8MB Hash |
| 2        | 2011 | Tilburg   | 5            | HIARCS    | Intel Core2 Duo, 1.7 GHz, 2MB Hash      |
| 3        | 2013 | Yokohama  | 6            | HIARCS    | Intel quad core i7, 2.7 GHz, 16MB Hash  |
| 4        | 2015 | Leida     | 8            | Shredder  | Intel quad core i7, 2.7 GHz, 16MB Hash  |
| 5        | 2016 | Leida     | 7            | Komodo    | Intel quad core i7, 3.4 GHz, 16MB Hash  |
| 6        | 2017 | Leida     | 7            | Shredder  | Intel quad core i7, 3.4 GHz, 16MB Hash  |
| 7        | 2018 | Stoccolma | 9            | Komodo    | Intel i7 8550U, 1.8 GHz, 16GB RAM       |

## Campionato del mondo di scacchi per microcomputer
Dal 1980 al 2001 è esistito un campionato parallelo riservato a programmi di scacchi per PC (World Microcomputer Chess Championship, WMCCC in inglese).
Durante il 14° WMCCC a Giacarta, al team israeliano di Junior fu proibito l'ingresso in Indonesia, così alcuni team non parteciparono all'evento in segno di protesta.
| N° evento | Anno | Località   | Vincitore                                      |
| --------- | ---- | ---------- | ---------------------------------------------- |
| 1         | 1980 | Londra     | Fidelity Chess Challenger                      |
| 2         | 1981 | Travemünde | Fidelity X                                     |
| 3         | 1983 | Budapest   | Fidelity Elite A/S                             |
| 4         | 1984 | Glasgow    | Fidelity Elite X, Mephisto, Princhess X, Psion |
| 5         | 1985 | Amsterdam  | Mephisto / Nona                                |
| 6         | 1986 | Dallas     | Mephisto                                       |
| 7         | 1987 | Roma       | Mephisto / Psion                               |
| 8         | 1988 | Almería    | Mephisto                                       |
| 9         | 1989 | Portorose  | Mephisto                                       |
| 10        | 1990 | Lione      | Mephisto                                       |
| 11        | 1991 | Vancouver  | Chessmachine                                   |
| 12        | 1993 | Monaco     | HIARCS                                         |
| 13        | 1995 | Paderborn  | MChess-Pro 5.0                                 |
| 14        | 1996 | Giacarta   | Shredder                                       |
| 15        | 1997 | Parigi     | Junior                                         |
| 16        | 1999 | Paderborn  | Shredder                                       |
| 17        | 2000 | Londra     | Shredder                                       |
| 18        | 2001 | Maastricht | Deep Junior                                    |